# 染谷誠
染谷 誠（そめや まこと、1918年3月3日 - 1992年1月22日）は日本の政治家。自由民主党衆議院議員（5期）。社会学博士。

## 経歴
千葉県東葛飾郡川間村（現・野田市）生まれ。1941年3月、拓殖大学商学部を卒業。卒業後は、南満洲鉄道に勤務した。また、同年11月から1946年まで兵役に従事した。復員後は農業に従事するとともに、1947年から1955年まで川間村議会議員を務め、また、村議会議長も務めた。
1955年、千葉県議会議員に東葛飾郡選挙区から日本民主党公認で立候補して当選した。1959年からは野田市選挙区から立候補して、当選を重ねた。1961年12月16日から1963年4月29日まで第13代県議会副議長を、1965年10月7日から1966年10月12日まで第18代県議会議長を務めた。1972年11月13日に県議を辞職した。その後、川島正次郎の地盤を引き継ぐ形で同年以来千葉4区から衆議院議員当選5回。1977年から1年間自治政務次官を務め、1979年防衛政務次官。1990年、政界から引退した。
1992年1月22日、死去。73歳没。同月24日、特旨を以て位記を追賜され、死没日付で正四位に叙された。

## その他
- 1984年5月8日に開かれた日本青年社の結成15周年記念祝賀会に花かごを贈っている[10]。

## 栄典
- 1988年 - 勲二等瑞宝章[11]。

## 家族
- 父 - 亮作（1876年3月17日 - 1959年5月24日、川間村長・県会議員）[3][12]